# 陈天桥
陈天桥（1973年5月14日—），男，浙江新昌人，中国企业家，盛大网络前董事长兼首席执行官，第十一、十二届全国政协委员。

## 生平
陈天桥1995年毕业于复旦大学经济学专业，之后进入上海国有大型企业集团陆家嘴集团工作，很快升迁为集团总经理胡炜的秘书。1998年胡炜调任浦东新区副区长后，陈辞职进入一家证券公司。1999年年底，陈与其妻雒芊芊、其弟陈大年等5人合资50万元成立盛大网络发展有限公司，经营网上社区游戏stame.com，并于2000年1月获得中华网300万美元风险投资。
2001年，中华网终止与陈的合作。陈天桥转而涉足网络游戏业，以30万美元取得韩国Actoz公司旗下网络游戏《热血传奇》在中国的独家代理权。其后，盛大成为中国网络游戏业的领头羊。
2004年，盛大在美国纳斯达克上市，陈遂跻身中国首富行列。。2012年2月，盛大从纳斯达克退市，完成私有化。

### 当选全国政协委员
2008年，陈天桥当选第十一届全国政协委员，代表经济界，分入第三十五组。

2013年，陈天桥再次当选全国政协委员，代表经济界。
2014年11月17日卸任所有盛大公司职位。

## 慈善
因爲長期受到心理壓力的困擾，陳天橋已經在2009年之後淡出企業管理，轉向支持科學研究和慈善事業。
陳天橋和夫人爲中國和蒙古國的一批醫療、教育和災難救助項目捐贈了善款。 2016年，陳天橋和夫人創立了陈天桥雒芊芊研究院  並投入10億美元 支持大腦研究的基礎科學探索 。 這個非盈利機構已經資助了加州理工學院的天橋芊芊神經科學研究所 ，周良辅医学发展基金会以及上海華山醫院 。 
因爲善舉，陳天橋夫婦被 Inside Philanthropy's 命名爲“2017年科學資助人”稱號。同年，陳天橋又被福布斯雜志命名爲“亞洲慈善英雄”。

## 家庭
- 父親：上海導航儀器廠工程師
- 母親：浙江省紹興市新昌縣城關中學英語教師
- 妻子雒芊芊（？－）：毕业于中国金融学院并取得国际投资专业学士学位，毕业后曾在金信信托投资有限公司投资银行部担任项目经理。1999年7月结婚。1999年12月担任新成立的盛大网络公司董事
- 女兒